# Walhuisje

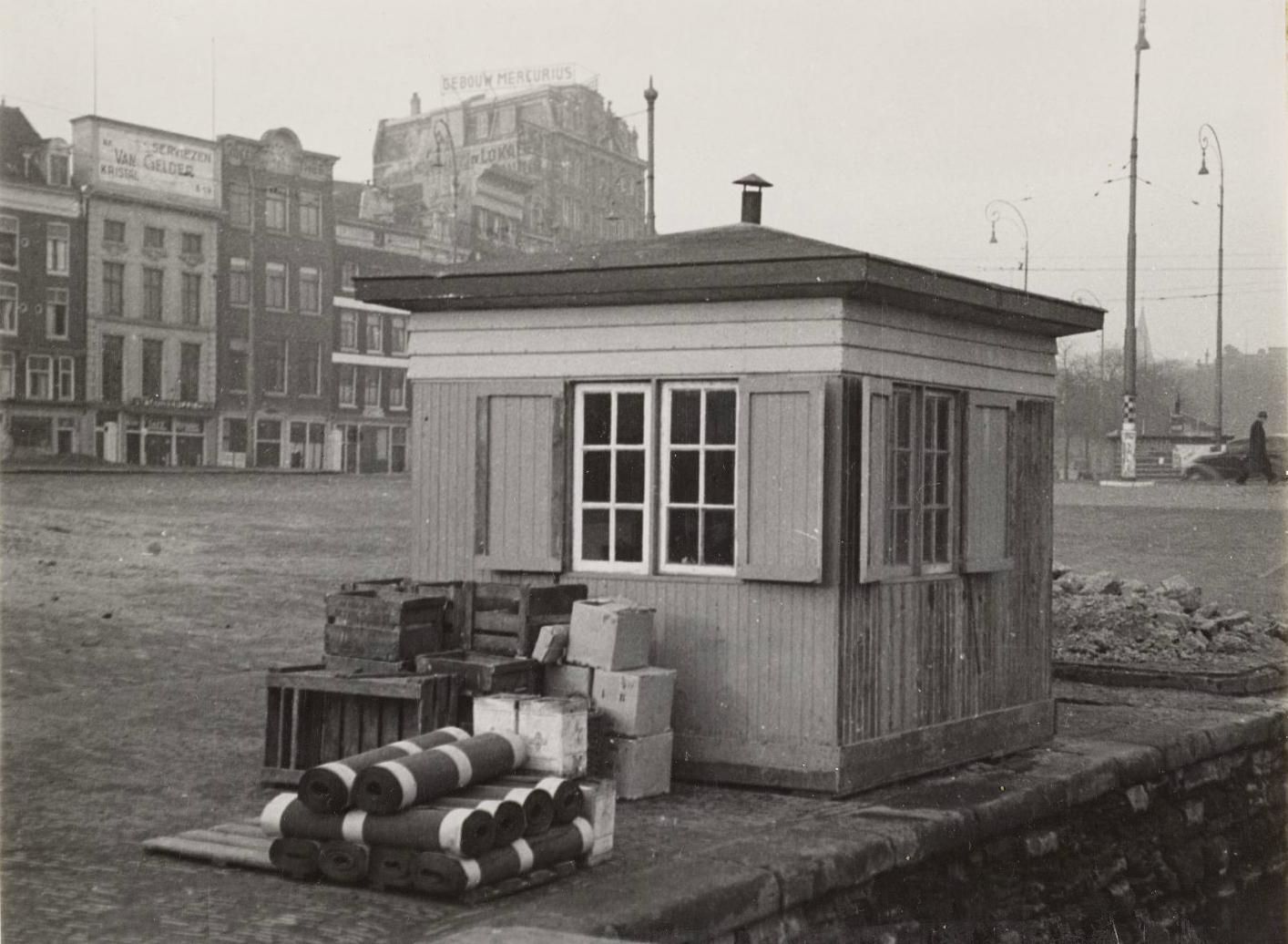
Een walhuisje voor de beurtvaart (Amsterdam, circa 1940)

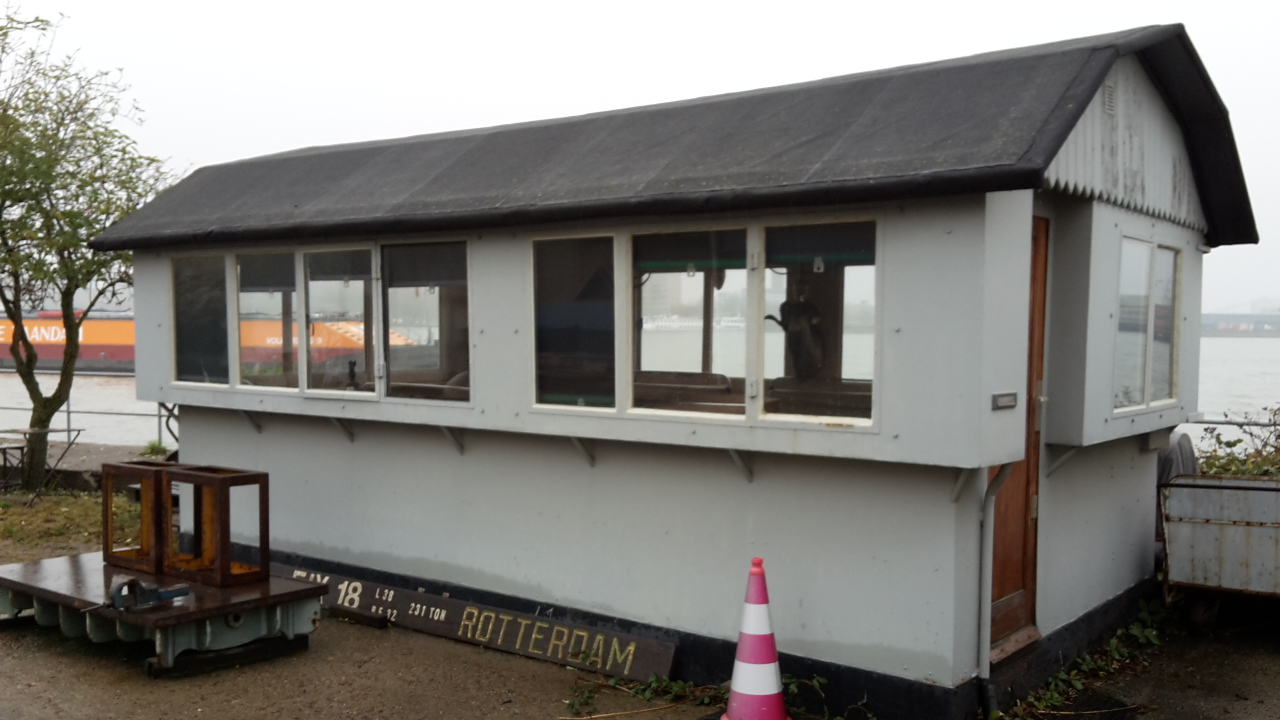
Laatste walhuisje van Rotterdam na renovatie in afwachting van een nieuwe locatie, 2017

Een walhuisje is een klein houten gebouwtje dat zich direct aan en/of op het water bevond. Het diende als een plek waar het publiek voor lijn- en beurtschippers goederen ter vervoer aanbood en vervoerde goederen in ontvangst nam. Verder als kantoortje voor de gerelateerde administratieve werkzaamheden, en sporadisch als opslag voor niet afgehaalde goederen. In een havenstad als Rotterdam stonden er tientallen zo niet honderden op de kaden. Met het geleidelijk verdwijnen van de lijn- en beurtdiensten - door de opkomst van het vrachtvervoer over de weg - verdwenen ook vrijwel alle walhuisjes.
Voordat de schippers hun eigen zaken mochten regelen werd vanwege het stadsbestuur een toezichthouder op de goederenstroom en passagiersafhandeling van de beurtvaart- en veerdiensten aangewezen. Die commissaris, aantekenaar, opziender of commies werd oorspronkelijk gekozen uit de bij de beurtdienst betrokken schippers en later, voor de nodige distantie, uit of namens de overlieden van het schippersgilde. Zo’n commissaris diende de hele werkdag in of bij zijn kantoor, aangeduid als commissarishuisje, aanwezig te zijn of een bekwame vervanger te regelen.
De aanduiding walhuisje wordt ook wel gebruikt voor een aan het water gelegen schuurtje van een boerderij. Een gerestaureerd walhuisje - afkomstig van het Weiver te Jisp, aan de kop van het
Zwet - is te vinden op de Zaanse Schans.